# Карролл (округ, Джорджия)
Ка́рролл (англ. Carroll County) — округ штата Джорджия, США. Население округа на 2000 год составляло 87268 человек. Административный центр округа — город Карролтон.

## История
Округ Карролл основан в 1826 году.

## География
Округ занимает площадь 1292.4 км2.

## Климат
В Карролле влажный субтропический климат (классификация климата Кёппена — «Cfa») с мягкой зимой и жарким влажным летом.

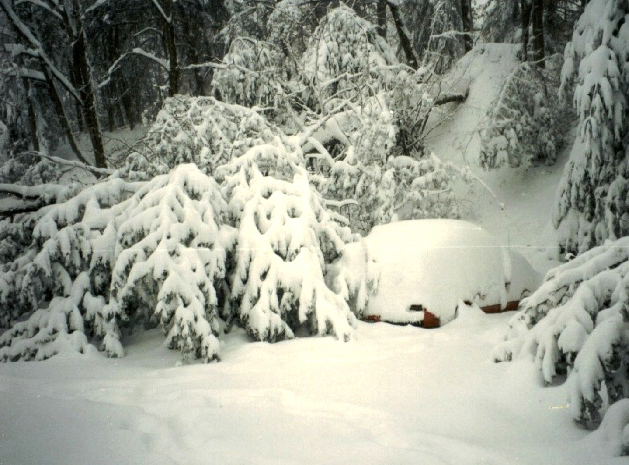
Шторм века (1993)

Суровые зимние условия здесь редки. Рекорд по количеству выпавшего снега в Карролтоне составил 10-11 дюймов, который пришёлся на 8 и 9 декабря 2017 года. Предыдущий рекорд по самому большому количеству снега был в марте 1993 года во время шторма века, когда выпало от 4 до 6 дюймов (от 100 до 150 мм) снега.
Грозы, некоторые из которых штормовые, могут происходить в весенние и летние месяцы, но основной риск от этих штормов исходит от ударов молний. Любые торнадо, вызванные этими штормами, как правило, небольшие и строго локализованные.
Серьезную опасность представляют ураганы, которые обрушиваются на Флоридский панхандл; они направляются на север через Алабаму как тропические штормы, и некоторые из них приносят сильные порывистые ветра, обильные ливни и случайные торнадо в этот район, что приводит порой к значительному материальному ущербу.

## Демография
Согласно Бюро переписи населения США, в округе Кэррол в 2000 году проживало 87268 человек. Плотность населения составляла 67.5 человек на квадратный километр.